# Списак епизода серије Бирмингемска банда

Бирмингемска банда (енгл. Peaky Blinders) британска је криминалистичко-драмска телевизијска серија. Аутор серије је Стивен Најт. Премијера је била 12. септембра 2013. на BBC Two-у. Радња серије је првенствено смештена у Бирмингем и прати подвиге Бирмингемске банде након Првог светског рата. Следи списак епизода, наведених по редоследу њиховог првобитног датума емитовања, заједно са кратким описима заплета.
До 22. септембра 2019. емитовано је 30 епизода серије Бирмингемска банда, чиме је завршена пета сезона.

## Преглед серије
| Сезона | Сезона | Епизоде | Епизоде | Оригинално емитовање | Оригинално емитовање | Оригинално емитовање |
| Сезона | Сезона | Епизоде | Епизоде | Премијера            | Финале               | Мрежа                |
| ------ | ------ | ------- | ------- | -------------------- | -------------------- | -------------------- |
|        | 1.     | 6       | 6       | 12. септембар 2013.  | 17. октобар 2013.    |                      |
|        | 2.     | 6       | 6       | 2. октобар 2014.     | 6. новембар 2014.    |                      |
|        | 3.     | 6       | 6       | 5. мај 2016.         | 9. јун 2016.         |                      |
|        | 4.     | 6       | 6       | 15. новембар 2017.   | 20. децембар 2017.   |                      |
|        | 5.     | 6       | 6       | 25. август 2019.     | 22. септембар 2019.  |                      |
|        | 6.     | 6       | 6       | 27. фебруар 2022.    | 3. април 2022.       |                      |

## Гледаност
| Сезона | Сезона | Број епизоде | Број епизоде | Број епизоде | Број епизоде | Број епизоде | Број епизоде | Просек |
| Сезона | Сезона | 1            | 2            | 3            | 4            | 5            | 6            | Просек |
| ------ | ------ | ------------ | ------------ | ------------ | ------------ | ------------ | ------------ | ------ |
|        | 1      | 3,05         | 2,45         | 2,20         | 2,31         | 2,03         | 2,24         | 2,38   |
|        | 2      | 2,31         | 2,18         | 2,20         | 2,06         | 2,10         | 2,24         | 2,18   |
|        | 3      | 3,46         | 2,93         | 2,70         | 2,67         | 2,65         | 2,71         | 2,85   |
|        | 4      | 4,12         | 3,86         | 3,96         | 3,87         | 4,06         | 4,44         | 4,05   |
|        | 5      | 7,41         | 7,22         | 7,18         | 7,28         | 6,79         | 7,30         | 7,20   |